# اقعون (یمن)
 اقعون  به عربی ( الأقعون  )، روستایی است در دهستان المُقَبَنَة از توابع استان حضرموت در کشور یمن در شبه جزیره عربستان.

## جمعیت
جمعیت آن ( ۱۴۲ ) نفر ( ۷ خانوار) می‌باشد.